# レガシー・オブ・ケイン ソウル・リーヴァー
レガシー・オブ・ケイン ソウル・リーヴァー（Legacy of Kain: Soul Reaver）は、アイドス・インタラクティブから発売された3Dアクションアドベンチャーゲーム。
レガシー・オブ・ケインシリーズの2作目のゲームであり、PlayStationおよびウィンドウズ版が北米で1999年8月16日にリリースされ、その後ドリームキャストに移植されたものが2000年1月27日に発売された。ESRBによるレイティングではMとなっている。
日本国内ではWindows用ソフトとしてソウル・リーヴァーが1999年に発売。ソウル・リーヴァー2が2002年に発売された。
PlayStation版もカプコンより発売される予定だったが、キャンセルとなった。続編のソウル・リーヴァー2は、PlayStation 2にて日本でも発売された。
後にソウル・リーヴァーの25周年に合わせて、ソウル・リーヴァー、ソウル・リーヴァー2が同梱された『Legacy of Kain Soul Reaver 1&2 Remastered』が、2024年12月10日に配信された。 
日本では2024年12月10日にSteam、Xbox One、Xbox Series X/Sで配信開始。 2025年7月10日にSwitch、PlayStation 4、PlayStation 5へ移植された。
『Legacy of Kain Soul Reaver 1&2 Remastered』のレーティングはIARC 18+、日本ではCERO:Z区分。

## 登場人物
ラジエル
声：檜山修之
主人公。ケインの副官の一人で1000年仕えていたが、主人であるケインでさえ持たなかった翼を持ったことで処刑される。翼を捥がれ水底に捨てられたが、エルダーゴッドにより「魂を狩る者」としてよみがえり、かつての仲間たちに戦いを挑む。
ケイン
声：中田譲治
前作の主人公であり、この作品のキーパーソン。元人間のヴァンパイア。ヴァンパイアとしての成長からか前作とは容姿が非常に違っている。また、前作では若さゆえの青臭さが目立ったが (ヴァンパイアとして)1000年以上生きてきたこともあってか本作では冷徹で思慮深い達観した性格となっている。自身が創造した副官であるラジエルを翼が生えたことで処刑する。これにより蘇ったラジエルの復讐の対象となるが、ラジエルが蘇ったことや強くなったラジエルを見てもまったく臆さず、むしろ期待するなどラジエルに行った仕打ちに対しては矛盾や謎が多い存在でもある。
エルダーゴッド
声：糸博
自ら神を名乗りラジエルを導く謎の存在。

## 関連
- ケイン・ザ・バンパイア
- ソウルリーバー2